# Języki limilngańskie

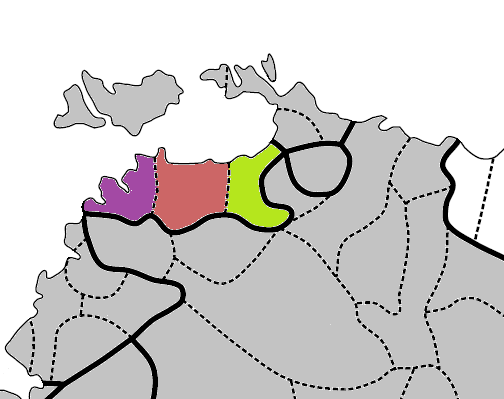
Lokalizacja języków limilngańskich (na czerwono) pośród języków regionu

Języki limilngańskie – mała rodzina językowa, która skupiała dwa wymarłe języki aborygeńskie używane w północnej Australii. Były to języki: 
limilngański oraz wulna.